# Trifels-Gymnasium
Das Trifels-Gymnasium ist ein evangelisches Gymnasium mit Internat in der südpfälzischen Kleinstadt Annweiler am Trifels. 

## Geschichte
Die „Heimschule am Trifels“ wurde 1958 als späte landeskirchliche Schulgründung der Nachkriegszeit mit anfänglich 250 Internatsschülern errichtet, zunächst als Aufbaugymnasium ab Klasse 8. Gründungsdirektor war Martin Bümlein.  Unter der Ägide von Günther Gerth, Schulleiter von 1973 bis 1990, öffnete sich die Schule ab 1975 für Schülerinnen und Schüler aus der Region und wurde zum Gymnasium ab Klasse 7, ab 1987 zum Vollgymnasium ab Klasse 5. Die Gesamtschülerzahl stieg in den 1980er Jahren auf rund 450 Schüler, während die Internatsbelegung rückläufig war und sich die ursprüngliche Einheit von Schule und Internat lockerte. Ab Mitte der 1990er Jahre war die Zahl der Internatsschüler unter 100 gesunken, während die Gesamtschülerzahl von über 700 einen Schulerweiterungsbau erforderlich machte.
Großen pädagogisch-innovativen Einfluss übte ab 1991 Anke Bering-Müller in ihren 13 Jahren als Schulleiterin aus. Sie entwickelte in einem Modellversuch in Zusammenarbeit mit Heinz Klippert neue Lehr- und Lernmethoden und förderte die pädagogische Teamarbeit. Ihre Nachfolge trat 2004 Philipp Gerlach an, ihm folgte 2011 Steffen Jung.
Die Landessynode beschloss 2013 trotz des Sparkurses der Kirche, das Trifels-Gymnasium weiterzuführen, das Internat soll jedoch 2016 geschlossen werden. Das Gymnasium soll in Richtung Ganztagsschule entwickelt und die Internatsgebäude sollen als Schulhäuser genutzt werden.

## Profil
Das Trifels-Gymnasium mit seinen rund 750 Schülern vor allem aus den Landkreisen Südliche Weinstraße und Südwestpfalz ist die einzige Schule in Trägerschaft der Evangelischen Kirche der Pfalz. 
Evangelische Vorstellungen von Bildung und Erziehung werden durch fächerübergreifenden Unterricht, Durchführung von diakonischen Praktika und die verstärkte Förderung der musischen Erziehung realisiert. Die Schule ist für Schüler aller Konfessionen offen, eine Teilnahme am evangelischen oder katholischen Religionsunterricht ist jedoch verbindlich.
Die Sprachenfolge ist Englisch in Klasse 5, Französisch oder Latein in Klasse 6, Spanisch als Wahlfach in Klasse 9, und Latein bzw. Französisch in Klasse 11. Mit drei Musikstunden in Klasse 5 und 6, Unterstufenchor, Schulchor, Schulorchester und Big Band sowie mit Kunst-Arbeitsgemeinschaften und -Leistungskursen und Theater hat das Gymnasium eine stark künstlerisch-musische Ausrichtung. Eine hauseigene Küche versorgt die Schüler vorwiegend mit Produkten aus der eigenen Region.
2009 wurde die Schule mit dem Titel Schule ohne Rassismus – Schule mit Courage ausgezeichnet.
Das Trifels-Gymnasium engagiert sich im Bereich der Medienerziehung. Beim Wettbewerb „Jugend liest – Mediennutzung im digitalen Zeitalter“ erreichte es im Jahr 2012 den dritten Platz. Seit 2015 ist es eine der Projektschulen im Rahmen des Landesprogramms „Medienkompetenz macht Schule“.
Das Gymnasium führt jährlich einen „Ethik-Tag“ durch; im Jahr 2014 behandelte er unter Beteiligung des Bundestagsabgeordneten Tobias Lindner das Thema Waffenexporte.